# Inferno Cop
Inferno Cop (インフェルノコップ?, Inferuno Koppu) è un original net anime di 13 episodi, diretto da Akira Amemiya e prodotto da Trigger e CoMix Wave.
Inferno Cop è uno dei 38 anime e manga che sono stati vietati dal Ministero della cultura cinese il 12 giugno 2015.
Nel 2017 è stata annunciata una seconda stagione.

## Trama
La trama gira intorno a Inferno Cop, un poliziotto scheletrico che cerca vendetta per l'uccisione della sua famiglia da parte della Società Segreta Croce del Sud, una losca organizzazione simile agli Illuminati, che sta tentando di ottenere il controllo del mondo attraverso l'uso di mostri e scagnozzi. Inferno Cop dispensa giustizia in maniera spietata su ogni delinquente in cui si imbatte nella città di Jack Knife Edge Town, solitamente sparandogli e/o facendoli saltare in aria. Inferno Cop passa rapidamente da un ridicolo avvenimento ad un altro: tra le varie cose, combatte con un neonato, viaggia attraverso il tempo, respinge un'invasione zombi, si trasforma in una macchina per diversi episodi, e sconfigge una mummia diventando il nuovo faraone. Infine prova a fermare il tentativo della Croce del Sud di causare la fine del mondo, la quale necessita dello stesso Inferno Cop per portare a termine il proprio piano.

## Media

### Anime
L'anime è stato inizialmente pubblicato sul canale YouTube Anime Bancho dal 24 dicembre 2012 al 18 marzo 2013. La serie è stata poi pubblicata da Crunchyroll sottotitolata in diverse lingue, tra cui l'italiano.

#### Episodi
| Nº | Titolo italiano Giapponese 「Kanji」 - Rōmaji                                                   | In onda          | In onda       |
| Nº | Titolo italiano Giapponese 「Kanji」 - Rōmaji                                                   | Giapponese       | Italiano      |
| 1  | Il distintivo dall'inferno 「地獄の刑事はやってくる」 - Jigoku no keiji wa yattekuru            | 24 dicembre 2012 | 11 marzo 2015 |
| 2  | Il bebè e il mare 「ディープブルーベイビー」 - Dīpu Burū Beibī                                  | 31 dicembre 2012 | 11 marzo 2015 |
| 3  | Prova di giustizia 「正義の証左」 - Seigi no shōsa                                              | 7 gennaio 2013   | 11 marzo 2015 |
| 4  | Fuga dall'incubo 「悪夢からの脱出」 - Akumu kara no dasshutsu                                   | 14 gennaio 2013  | 11 marzo 2015 |
| 5  | Il mondo apocalittico 「やがて終わる世界」 - Yagate owaru sekai                                 | 21 gennaio 2013  | 11 marzo 2015 |
| 6  | Dal villaggio antico 「太古の村より」 - Taiko no mura yori                                      | 28 gennaio 2013  | 11 marzo 2015 |
| 7  | Inferno, un incidente nell'aldilà 「インフェルノ地獄変」 - Inferuno jigoku-hen                  | 4 febbraio 2013  | 11 marzo 2015 |
| 8  | Spirito d'accelerazione 「魂は加速する」 - Tamashī wa kasokusuru                                | 11 febbraio 2013 | 11 marzo 2015 |
| 9  | Riposa in pace, amico mio 「少年よ、安らかに眠れ」 - Shōnen'yo, yasuraka ni nemure              | 18 febbraio 2013 | 11 marzo 2015 |
| 10 | L'intervento del re 「王の阻隔」 - Ō no sokaku                                                  | 25 febbraio 2013 | 11 marzo 2015 |
| 11 | Condanna il male, parte 1 「断罪せよ、地獄の刑事(前編)」 - Danzaiseyo, jigoku no keiji (zenpen) | 4 marzo 2013     | 11 marzo 2015 |
| 12 | Condanna il male, parte 2 「断罪せよ、地獄の刑事(後編)」 - Danzaiseyo, jigoku no keiji (kōhen)  | 11 marzo 2013    | 11 marzo 2015 |
| 13 | Cerchiamo il domani 「レッツ サーチ フォー トゥモロー」 - Rettsu sāchi fō tumorō                | 18 marzo 2013    | 11 marzo 2015 |

### Fascicoli
Ad ogni episodio (tranne l'ultimo) è collegato un episodio speciale denominato Fascicolo (Fact File), della durata di circa 20 secondi, che getta luce su un elemento dell'episodio.

### Colonna sonora
Il tema principale della serie è Die Höllen Polizei (ディ ホゥーレン ポリツァイ?, Di Hūren Poritsai) di Juriano Hagiwara.